# راسل (کنتاکی)
راسل (به انگلیسی: Russell) شهری در ایالت کنتاکی کشور ایالات متحده آمریکا است که جمعیت آن در سرشماری سال ۲۰۱۰ میلادی، ۳٬۳۸۰ نفر بوده‌است.